# Gabriël Metsu
Gabriël Metsu (1629 Leiden - 24. října 1667 Amsterdam) byl nizozemský malíř. Věnoval se historickým tématům, zátiším, portrétům a žánrovým obrázkům. Pouze 14 ze 133 jeho děl je datováno.

## Život
Jeho matka byla chudá porodní asistentka, vzdělání získal díky podpoře nevlastního otce, námořního kapitána. V dětství byl pokřtěn v tajném katolickém kostele (Nizozemsko bylo již tehdy protestantské). V roce 1648 se stal jedním z prvních členů malířského cechu v Leidenu. Brzy, roku 1650, však odešel do Utrechtu, kde ho učili katoličtí malíři Nicolaus Knüpfer a Jan Weinix. V roce 1655 se přestěhoval do Amsterdamu, kde žil v uličce Prinsengracht, vedle pivovaru. V roce 1657 se dostal do sporu se sousedem a přestěhoval se do domu u kanálu, kde se konal pravidelně trh se zeleninou. Na počátku šedesátých let hledal inspiraci ve skupině umělců z jeho rodného Leidenu zvaných "fijnschilders", jejichž klíčovým představitelem byl Gerrit Dou. K jeho žákům patřili Michiel van Musscher a Joost van Geel. Zemřel v 38 letech.